# Eva Olivetti
Eva Olivetti (Berlín, 20 de julio de 1924 - Montevideo, 23 de junio de 2013) fue una pintora uruguaya. 

## Biografía
Sus padres, Karl Brager y Kähte Jacobsohn, huyeron de la Alemania nazi en 1939 y la familia se radicó en la ciudad de Montevideo.
En 1948 se casó y adoptó el apellido de su marido, el ingeniero Mario Olivetti, inmigrante italiano, hermano de la artista Linda Kohen. De 1949 a 1956 cursó la licenciatura en Letras en la Facultad de Humanidades y Ciencias de la Universidad de la República. En 1956 ingresó al Taller Torres García para aprender cerámica con el artista catalán Joseph Collell y a partir de 1963 estudió pintura con José Gurvich.
Se dedicó al dibujo y a la cerámica, pero fundamentalmente a la pintura. Desde 1960 y hasta sus últimos años, realizó numerosas exposiciones de su obra en Uruguay. En 2003 le fue otorgado el Premio a la Trayectoria del 38.º Salón Municipal de Montevideo.

## Obra
Pintó retratos, flores y naturalezas muertas, pero su labor más destacada fue como paisajista. Paisajes urbanos, calles desiertas, plazas, árboles, campos y playas, de pincelada leve, con una escala tonal apaciguada, poblada de dorados y marrones de pequeñas variaciones cromáticas. Discípula indirecta de Joaquín Torres García, recibió a través de las enseñanzas de Gurvich un sentido único de construcción sensible que dará estructura a la intimidad de su obra.